# Kloster Bordesholm

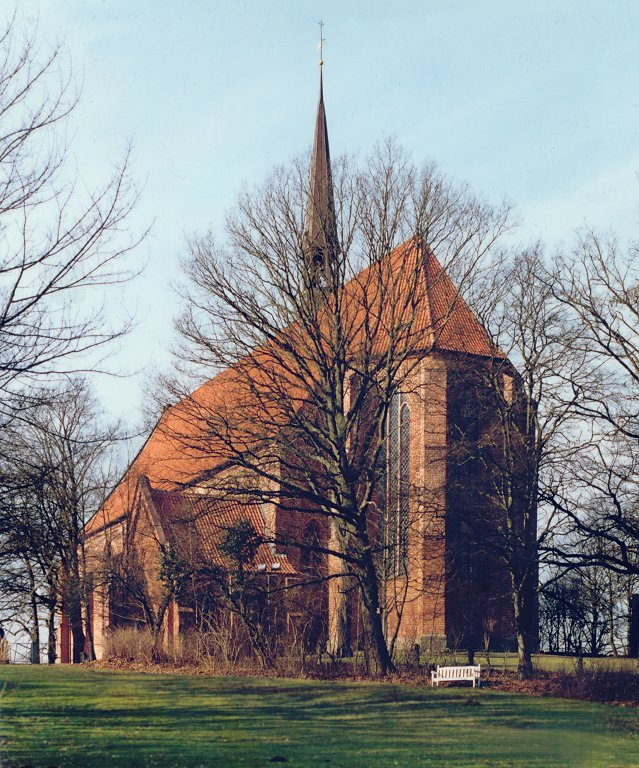
Die Klosterkirche von Osten aus gesehen mit südlichem Gruftanbau

Das Kloster Bordesholm war ein Augustiner-Chorherren-Stift in der Gemeinde Bordesholm im Kreis Rendsburg-Eckernförde in Schleswig-Holstein.

## Vorgeschichte in Neumünster
Im Jahre 1127 gründete Vizelin († 1154) bei der bereits bestehenden, vielleicht hölzernen Kirche in Wippenthorp im Gau Faldera (heute Neumünster) ein Chorherrenstift als Ausgangsbasis für die Mission unter den Wenden in Wagrien. 1134 veranlasste er Kaiser Lothar III. bei der Siegesburg das weiter östlich im Slawengebiet liegende Stift Segeberg zu gründen, das mit Chorherren auf Wippenthorp besetzt wurde und die Missionsaufgaben weitgehend übernahm. Das Segeberger Stift wurde bei dem Slawenaufstand unter Fürst Pribislaw 1138 zerstört. Die zurück nach Wippenthorp geflohenen Kanoniker zogen 1144/45 in eine Neugründung in Högersdorf und 1156 erneut nach Segeberg.
Für Faldera wird ein Kirchgebäude erstmals in einer Urkunde 1136 erwähnt, mit der Erzbischof Adalbero selbiges an Vizelin überträgt: „concessimus ecclesiam quandam in fine holtchatie que apud veteres wiipenthorpe aput modernos vero novum monasterium nuncupatur“. Unter Vizelins Nachfolgern Eppo und Hermann wurden steinerne Klostergebäude in Wippenthorp an der Schwale errichtet, wobei der genau Standort mangels archäologischer Untersuchungen lediglich aus Schriftquellen rekonstruiert wird. 1163 weihte der Bremer Erzbischof Hartwig von Stade die St.-Marien-Kirche. Aus einer Südansicht von Pastor Ernst Christian Kruse (1811) und einem kurz zuvor entstandenen Aquarell von Jürgen Micheelsen fertigte Richard Haupt 1926 eine Grundrissrekonstruktion und Beschreibung der Klosterkirche Neumünster an; die Wiedergabe als kreuzförmige Pseudobasilika wird bis heute von der Forschung getragen. 1177 zerstörte ein Brand Teile des Stifts. Der vierte Propst Sido fälschte in den 1180er Jahren einige Urkunden, um Besitzansprüche des Neumünsteraner und des Segeberger Stifts gegenüber dem Hamburger Domkapitel zu sichern. Von Neumünster aus wurden die Pfarrkirchen in Brügge, Flintbek und Westensee gegründet. Zudem betrieb das Stift ein Hospital und eine Schule für den Priesternachwuchs. Um 1190 zeichnete ein Neumünsteraner Chorherr die Visio Godeschalci auf.
Aufgrund des unfruchtbaren Bodens rund um Neumünster war die wirtschaftliche Lage des Stifts schwierig, besonders nachdem 1264 erneut ein Brand die Klostergebäude vernichtete. 1290 erteilten Erzbischof Giselbert von Brunkhorst und Graf Johann II. von Holstein-Kiel die Genehmigung zur Umsiedlung des Konvents.
Die Kirche des Konvents blieb als Pfarrkirche St. Bartholomäus bestehen. Sie befand sich etwas südlich der heutigen Vicelinkirche und wurde nach mehrmaligen Umbauten 1813 abgetragen. Die Klosterbauten sind nicht erhalten.

## Geschichte
Bald nach der Genehmigung der Umsiedlung erhielt das Stift den Ort Eiderstede am Bordesholmer See geschenkt. Die Chorherren machten eine Insel (Holm) am Uferrand (mnd. bard) des Bordesholmer Sees durch drei Dämme landfest und bauten darauf Kirche und Klostergebäude; fortan entwickelte sich der Ort Bordesholm. In einer ersten schriftlichen Erwähnung im Jahr 1302 ist von Bardesholm die Rede.
Nach einer umfangreichen Stiftung wurde Otto Pogwisch nach 1327 als erster seiner Familie im damals noch nicht fertiggestellten Chor der Klosterkirche beigesetzt. Mit der Translokation der Vizelin-Reliquien und der Weihe von Chor und Hochaltar war der Umzug 1332 abgeschlossen.
In Bordesholm betrieb der Konvent ein Hospital für Arme und Pilger, das sogenannte Rode Hus.
Im Laufe der Zeit entwickelte sich das Kloster zu einem bedeutenden kulturellen und religiösen Zentrum. Dem Kloster inkorporiert wurde schon bald nach der Verlegung die Pfarrkirche St. Nikolai in Kiel, was zu einem jahrzehntelangen Streit mit dem Rat der Stadt führte. So durfte bis 1534 außer dem Pfarrherrn kein anderer Chorherr die Stadt betreten. Auch die Kirche von Brügge wurde 1335 dem Kloster inkorporiert. Weitere inkorporierte Kirchen, in den ebenfalls Chorherren des Konvents als Pfarrer tätig waren, waren Flintbek, Neumünster, Neuenbrook und Breitenberg. Auch über die Anfang des 16. Jahrhunderts durch eine Sturmflut zerstörte Kirche in Bishorst besaß das Stift das Kirchenpatronat.
Die Einnahmen durch Wallfahrer, Stiftungen und Schenkungen etwa von Propst Jakob Smyd († 1462) erlaubten, die Kirche in der Mitte des 15. Jahrhunderts zweimal zu erweitern.
Seit dem 15. Jahrhundert lassen sich mehrere Konventualen in Universitätsmatrikeln in Erfurt, Prag, Bologna, Greifswald, Köln und vor allem Rostock nachweisen.
Zum Augustiner-Chorherrenstift in Jasenitz bei Stettin unterhielt die Bordesholmer Gemeinschaft gute Beziehungen, obgleich es sich nicht um eine Gründung der Bordesholmer handelte. Wahrscheinlich in Jasenitz beendete Propst Johannes Reborch 1476 die im folgenden Jahr in Bordesholm erstmals aufgeführte Bordesholmer Marienklage.
Im Jahre 1490 schloss sich das Chorherrenstift nach langer Zeit und merklich später als der Schwesterkonvent in Seeberg der Windesheimer Kongregation an. Ein letzter wirtschaftlicher Aufschwung ermöglichte es noch im selben Jahr, die Erweiterung der Klosterkirche in Angriff zu nehmen. Um 1500 unterstanden dem Stift 266 Bauernstellen sowie weitere Besitztümer wie Mühlen oder Fischereirechte.
Herzog Friedrich hat in Bordesholm und der Stiftsschule „einen großen Teil seiner Kindheit verbracht, weil seine Mutter, die dänische Königin Dorothea, eine Erziehung durch die Augustiner-Chorherren wünschte“. Er bestimmte die Stiftskirche zu seiner Grablege und die seiner Frau Anna von Brandenburg. Das Chorgestühl, die Metalltumba und der Hochaltar von Hans Brüggemann zeugen von der Neuausstattung der herzoglichen Grablege in den Jahren bis 1521. Nachdem das Vorhaben einer Grablege beschlossen war, wurden die Gebeine des heiligen Vizelin mit der Installation des Chorgestühls 1509 in die nordöstliche Chorkapelle umgebettet, um den Dienst am Hochaltar nicht zu behindern.

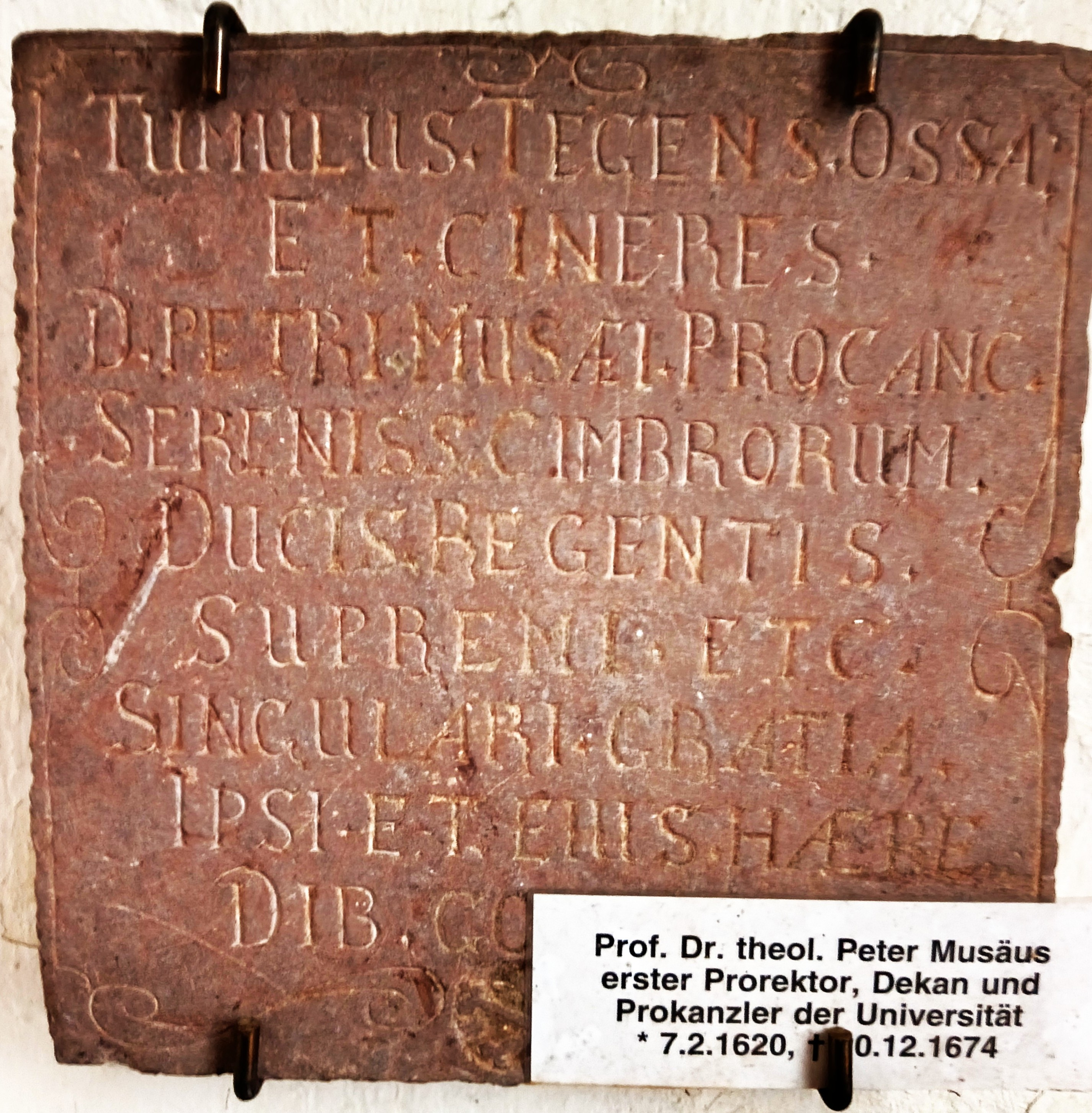
Peter Musaeus (1620–1674), erster Prorektor der Christian-Albrechts-Universität zu Kiel

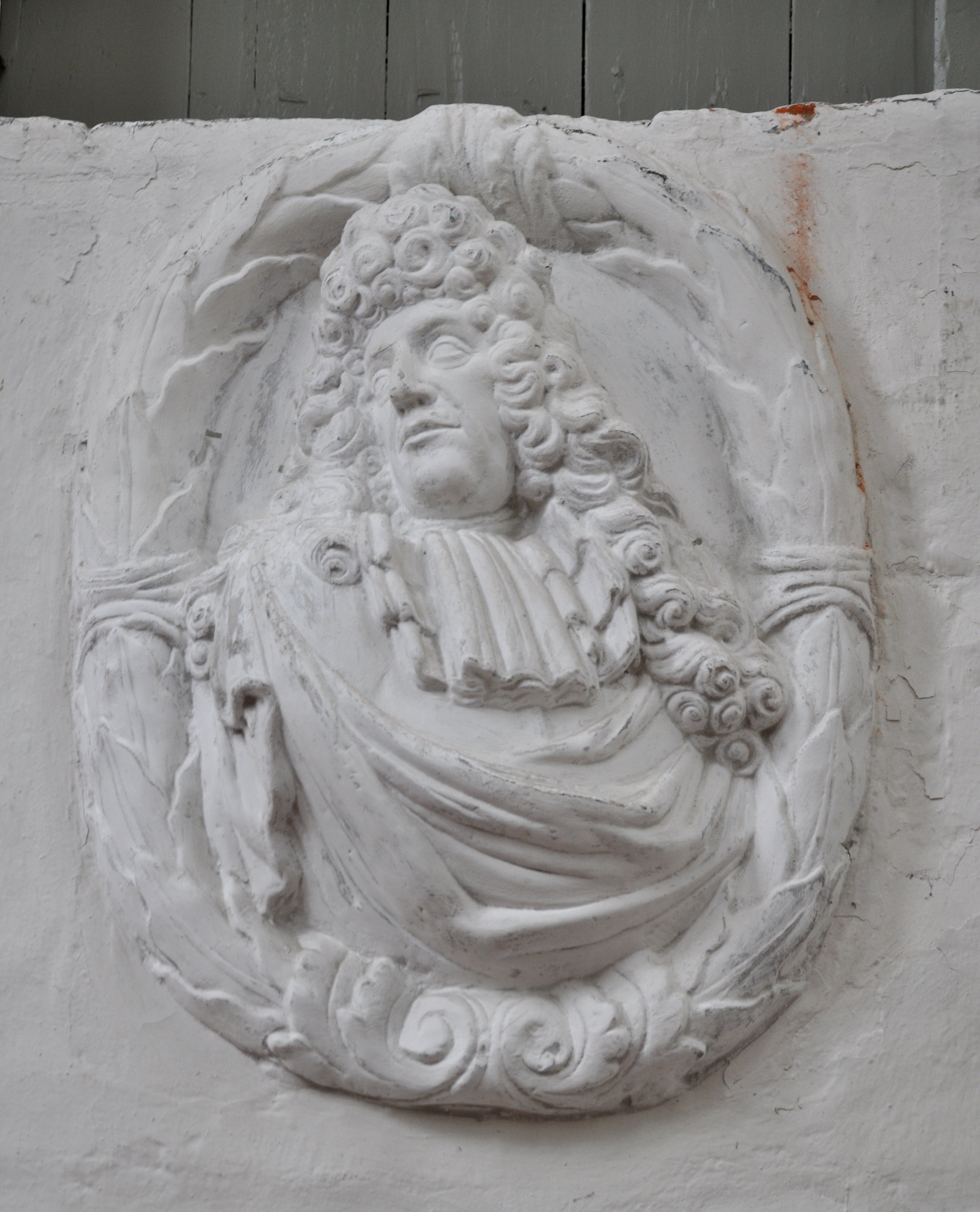
Relief des Medizinprofessors Major

Im Jahre 1528 schrieb der Kieler Pfarrer, der Chorherr Wilhelm Prävest, an Martin Luther, um sich über den Laienprediger Melchior Hofmann zu beschweren. Als sich jedoch herausstellte, dass er gleichzeitig gegen Luther polemisierte, musste er sich nach Bordesholm zurückziehen. Predigt und Seelsorge in Kiel wurden daraufhin von evangelischen Predigern übernommen.
Obwohl die Reformation in Schleswig-Holstein bereits 1547 offiziell eingeführt wurde, bestand das Kloster bis 1566, als es von Herzog Hans dem Älteren säkularisiert wurde. Die älteren Chorherren durften bleiben, die jüngeren wurden verpflichtet, am Unterricht der nun evangelischen Fürstenschule teilzunehmen, die in die Gebäude einzog. Stattdessen flohen die letzten fünf Chorherren ins Kloster Windesheim in Zwolle und prozessierten elf Jahre lang – letztlich vergeblich – um die Herausgabe ihres Besitzes. Die Gelehrtenschule hatte im Dreißigjährigen Krieg sehr zu leiden und war von 1627 bis 1635 und von 1644 bis 1647 geschlossen. Ihr letzter Rektor war Paul Sperling. 1665 wurde sie nach Kiel verlegt und bildete mit ihrer auf die Klosterzeit zurückgehenden wertvollen Bibliothek den Grundstock der dort neu gegründeten Universität.
Die Professoren der Kieler Universität erhielten das Recht, in der Klosterkirche beigesetzt zu werden. So erinnert eine lateinisch beschriftete Grabplatte an Peter Musaeus, den ersten Prorektor und Prokanzler der Universität. Ein Relief, das Theodor Allers zugeschrieben wird, erinnert an den Medizinprofessor Johann Daniel Major († 1693). Als letzter Kieler Professor wurde hier Johann Dietrich Mellmann 1801 beigesetzt.
Die Klostergebäude verfielen und wurden bis 1861 abgerissen. Das letzte aus der Bordesholmer Klosterzeit heute noch erhaltene Bauwerk ist die Klosterkirche mit der ehemaligen Sakristei.

## Klosterkirche

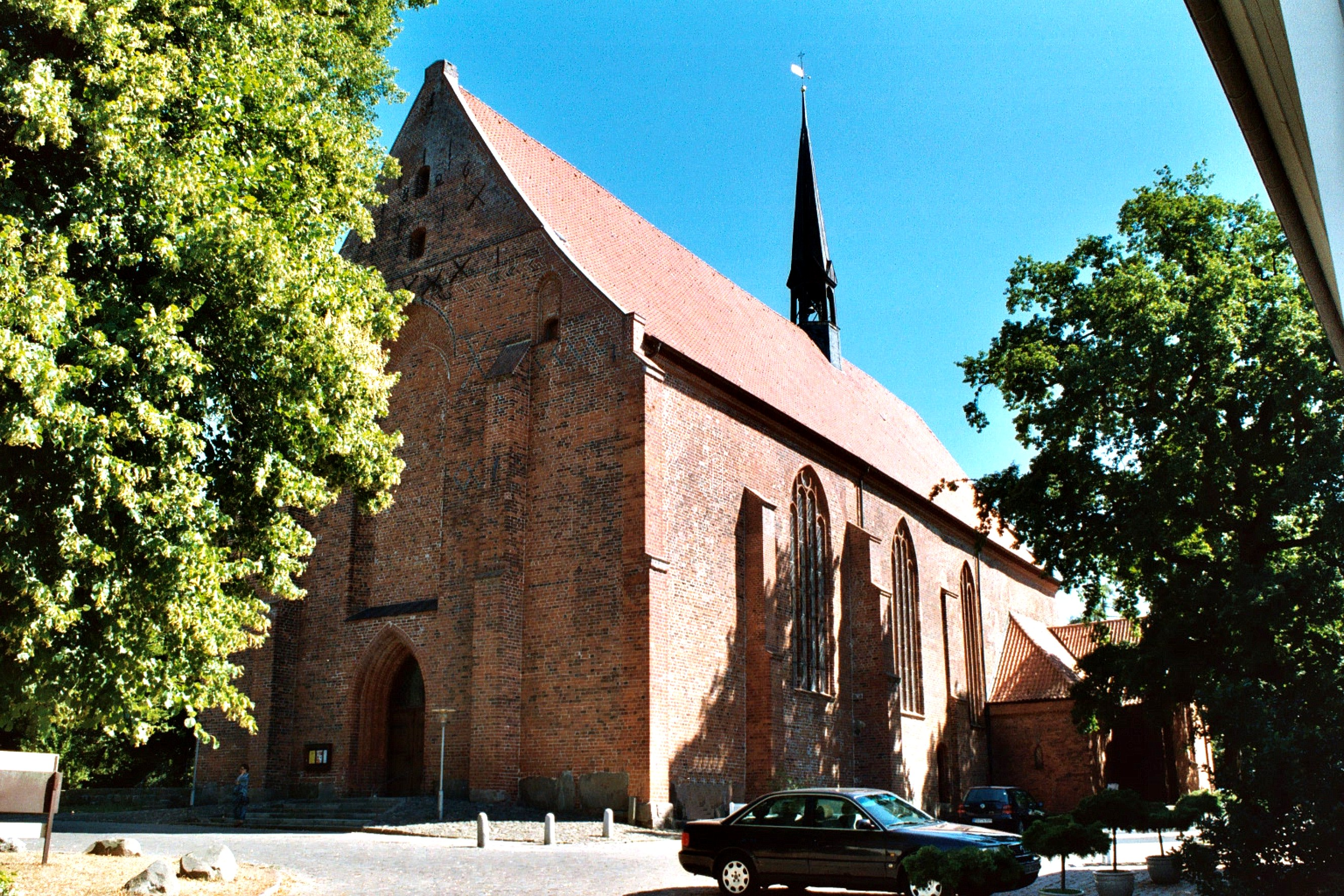
Blick auf die Kirche von Südwesten

### Bau und Baugeschichte
Die Klosterkirche Bordesholm ist ein langgestreckter Backsteinbau. Es handelt sich um eine dreischiffige, sechs Joch lange Hallenkirche mit Fünfachtelschluss im Osten. Stützpfeiler sind tief in den Bau eingezogen und außen nur als Wandstreifen sichtbar. Die Kirche ist turmlos, das hohe Satteldach trägt einen Dachreiter. In ihren einheitlich gotischen Formen gilt die Kirche als eine der schönsten Bauten des Landes.
Der Baubeginn der Kirche in Bordesholm liegt im Dunkeln. Das Land für den Kirchbau wurde erst 1323 erworben, was somit den terminus post quem darstellt. 1327 legte Otto Pogwisch testamentarisch eine Stiftung vom 300 Mk. zum geplanten oder laufenden Bau der Kirche fest. 1332 wurde der Chor zusammen mit dem Hochaltar, vor den die Gebeine Vizelins transloziert worden waren, geweiht. Der Kirchbau bestand aus einem dreijochigen Mittelschiff mit begleitenden Seitenräumen.
Zwischen 1450 und 1462 wurde im Westen ein Verlängerungsjoch mit schmalen Seitenschiffen angebaut. Es folgte 1490 bis 1509 ein diesmal zweijochiger Verlängerungsabschnitt, sodass der gesamte Bau jetzt aus sechs Jochen bestand.

In der Barockzeit wurde schließlich ein Gruftanbau an der Südseite neben der Sakristei angefügt. In dieser Form ist die Kirche bis heute erhalten.

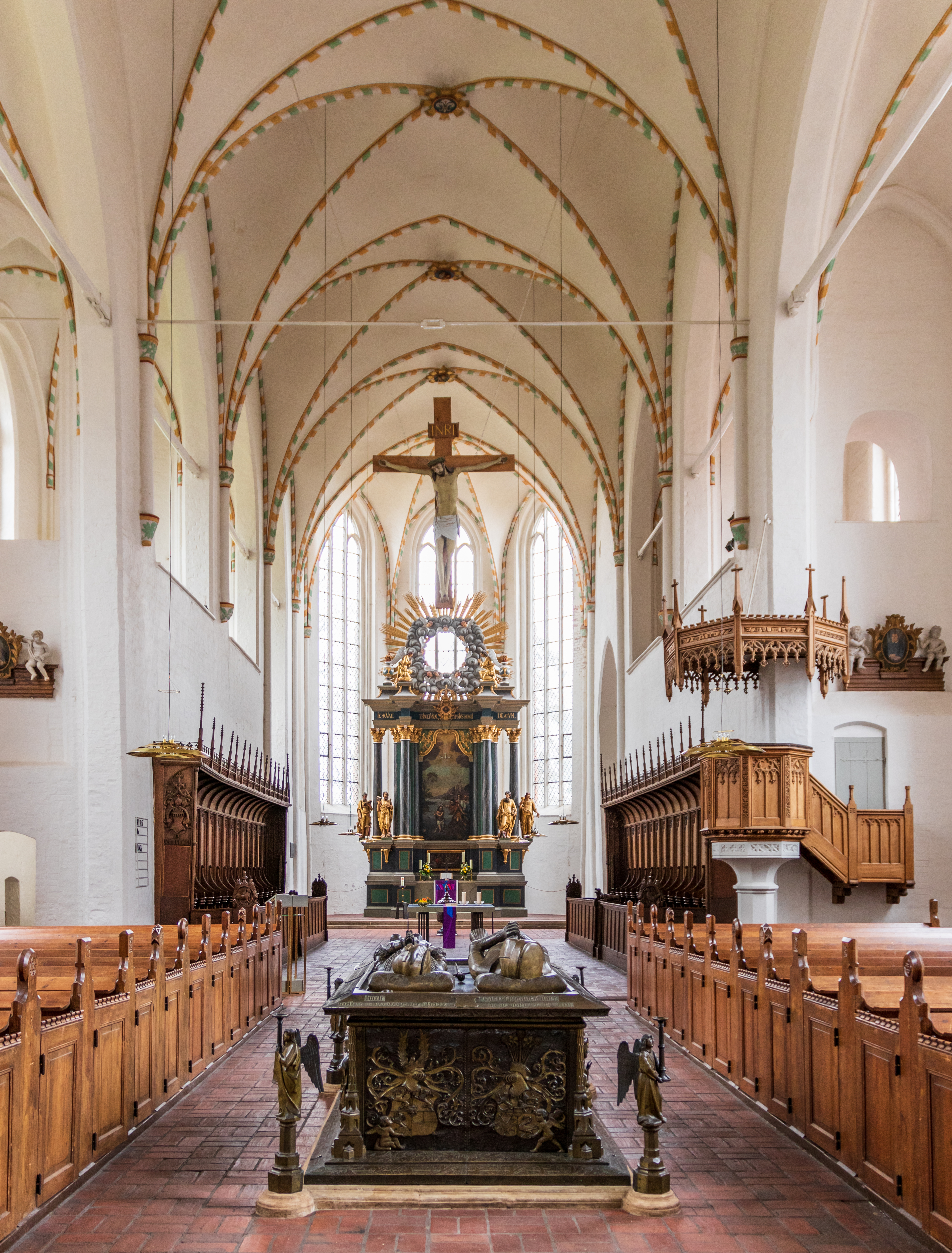
Das Innere der Kirche; im Vordergrund das Grabmal der Herzogin Anna († 1514)

### Innerer Raum
Die Seitenwände im Ostteil des Mittelschiffs (erster Bauabschnitt) sind spitzbogig aufgeschnitten. Nach oben wird der Raum durch ein spätgotisches Kreuzrippengewölbe auf Rundstabdiensten abgeschlossen. Auch die Verlängerungsjoche haben Kreuzrippengewölbe. Im ersten weiträumigen Verlängerungsjoch befinden sich kreuzförmige Pfeiler. Die Pfeiler im zweijochigen zweiten Verlängerungsteil sind achteckig und steigen im Mittelschiff höher auf.

### Ausstattung
Aus dem 14. und frühen 15. Jahrhundert haben sich keine Ausstattungsstücke erhalten.

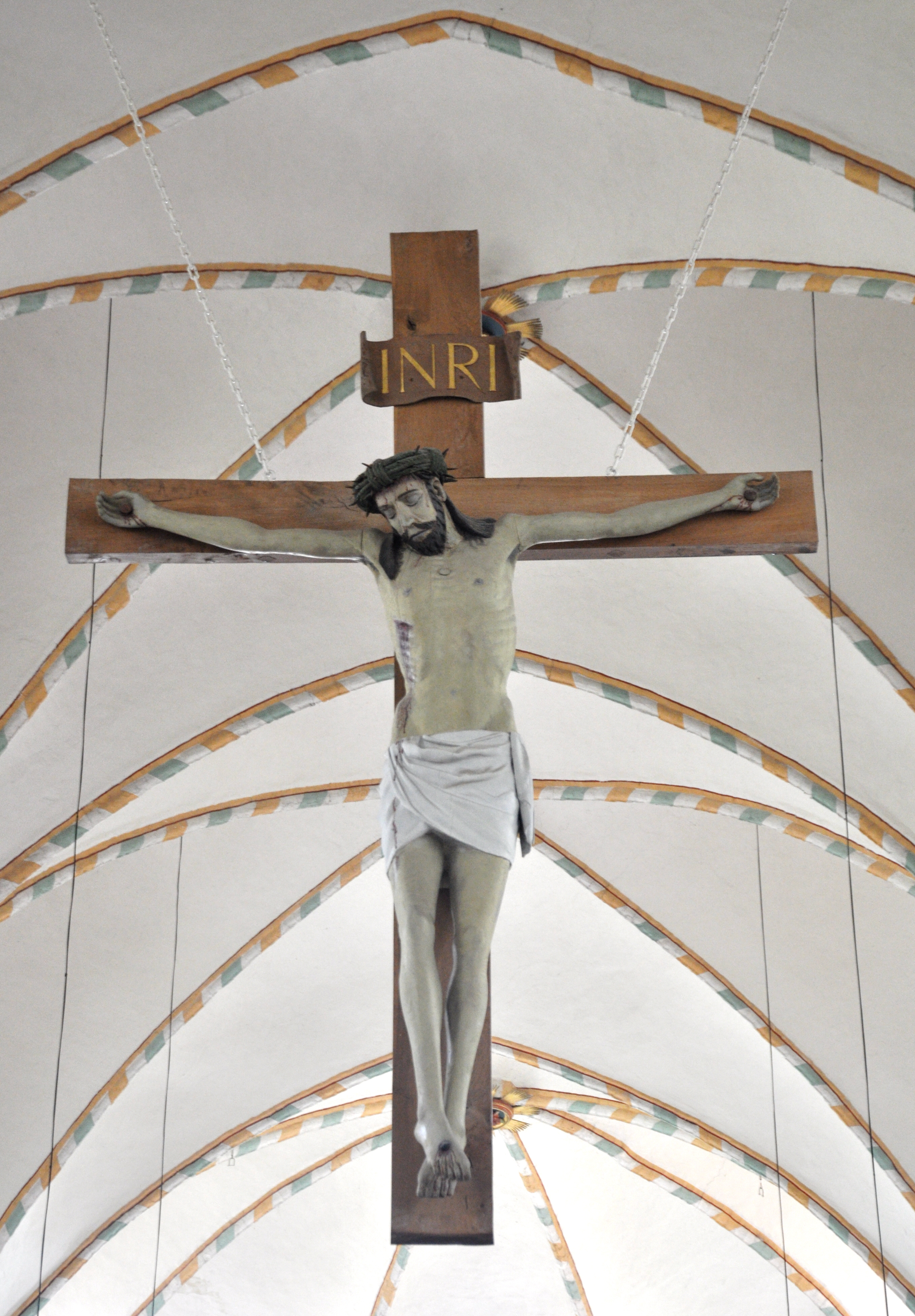
Triumphkreuz (2. Viertel des 15. Jhd.)

Erstes Zeugnis ist das 2,20 m hohe Triumphkreuz aus dem zweiten Viertel des 15. Jahrhunderts.

Bereits für die Zeit kurz nach der Mitte des 15. Jahrhunderts sind umfangreiche Stiftungen belegt, die nicht nur rege Bautätigkeiten, sondern auch eine Neuausstattung der Kirche und des Konvents zur Folge hatten. Aus dieser Zeit stammen zwei Grabplatten aus Kalkstein mit Umrissgravuren der Verstorbenen, die einst die Gräber im Kirchenboden verschlossen haben und heute an den Wänden des nördlichen Kirchenschiffs bzw. an der Südwand der Muhlius-Kapelle aufgerichtet sind: Hans und Margaretha Pogwisch sowie Wulf und Beke von der Wisch.  

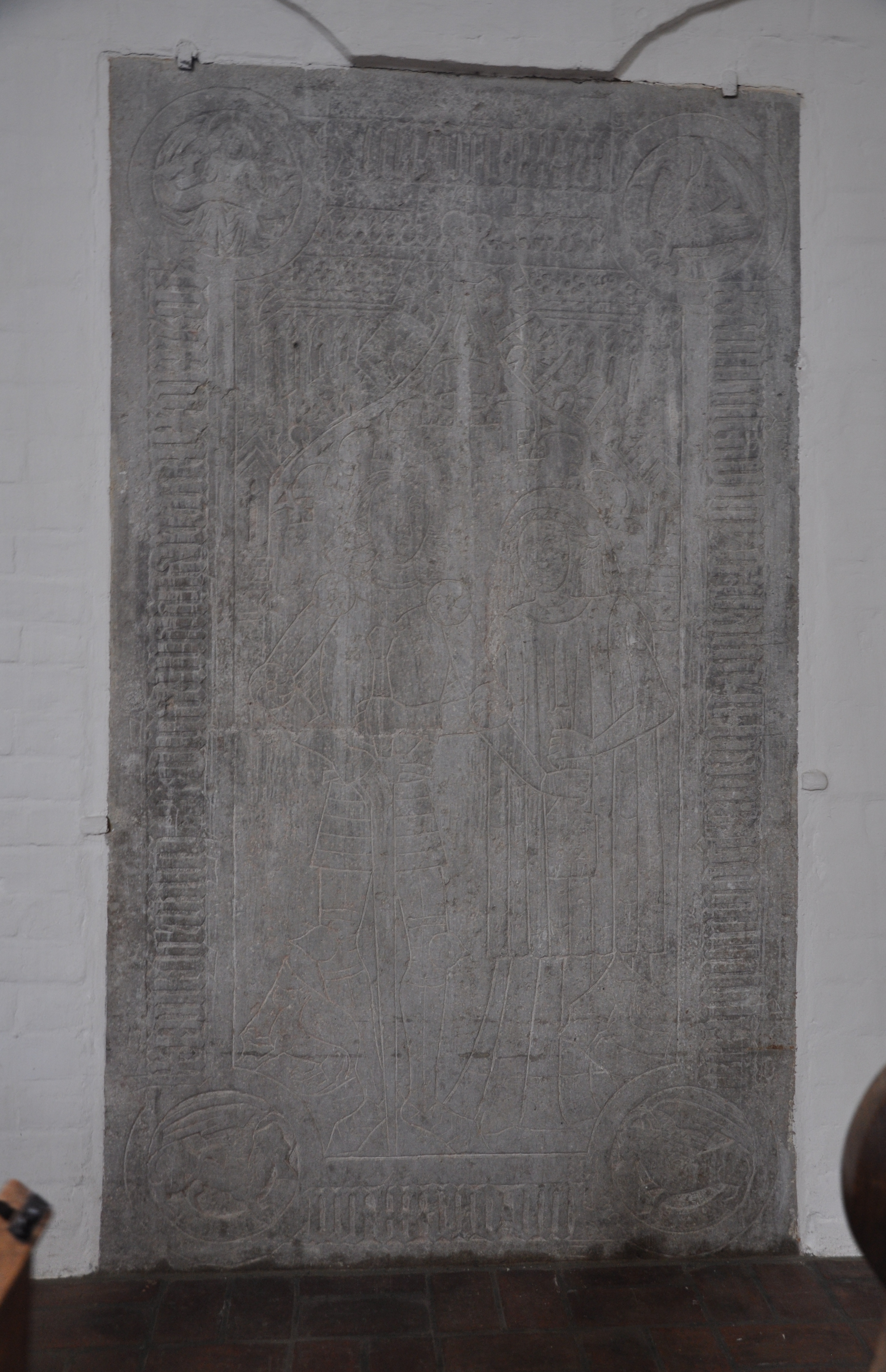
Grabplatte von Hans († 1461) und Margaretha Pogwisch († 1464) im nördlichen Seitenschiff
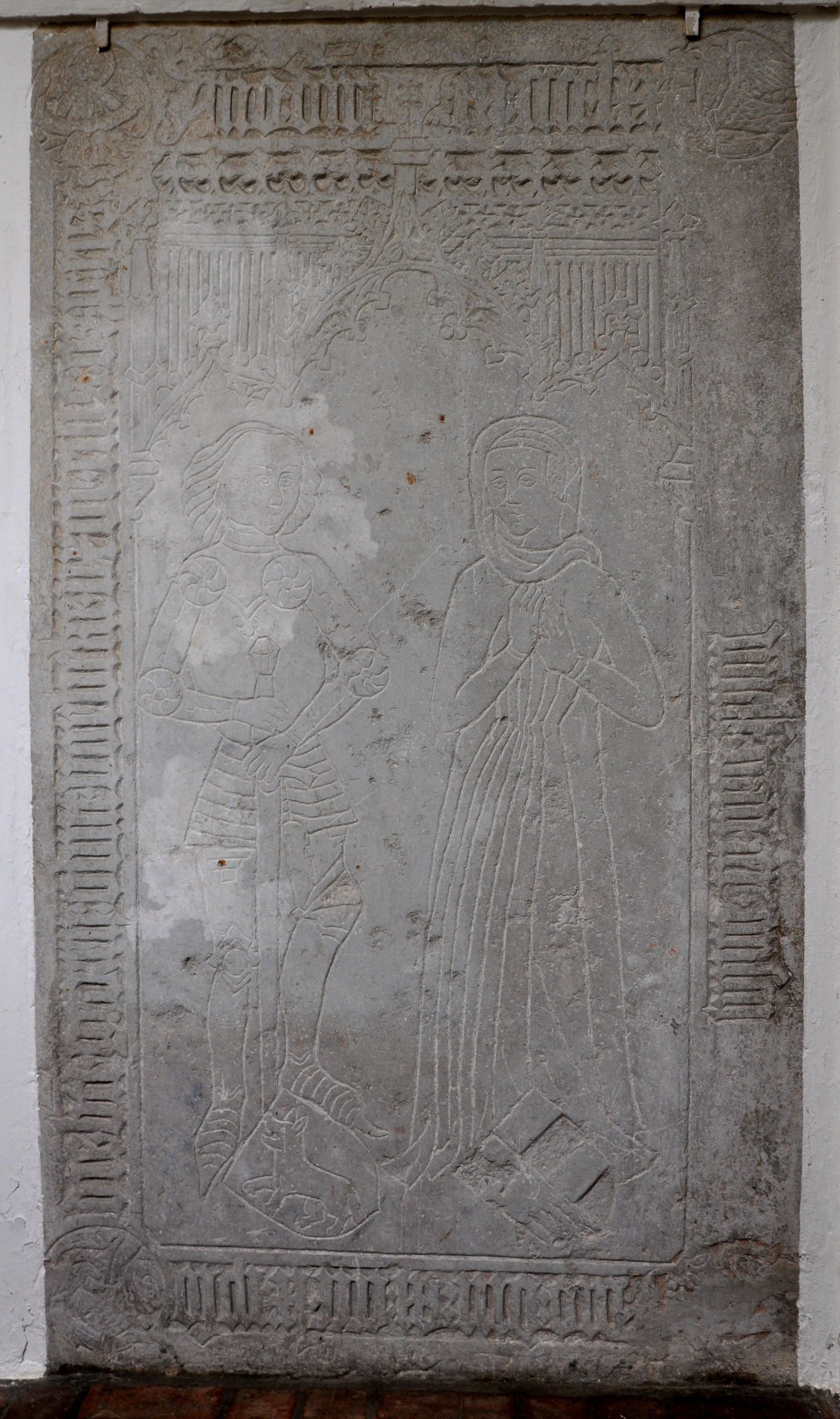
Grabplatte von Wulf († 1470) und Beke von der Wisch († 1460) in der Muhlius-Kapelle

Im Laufe der Zeit erlaubten und erforderten die historischen Umstände verschiedene Ausstattungsnovellen der Kirche.

#### Anschluss an die Windesheimer Kongregation

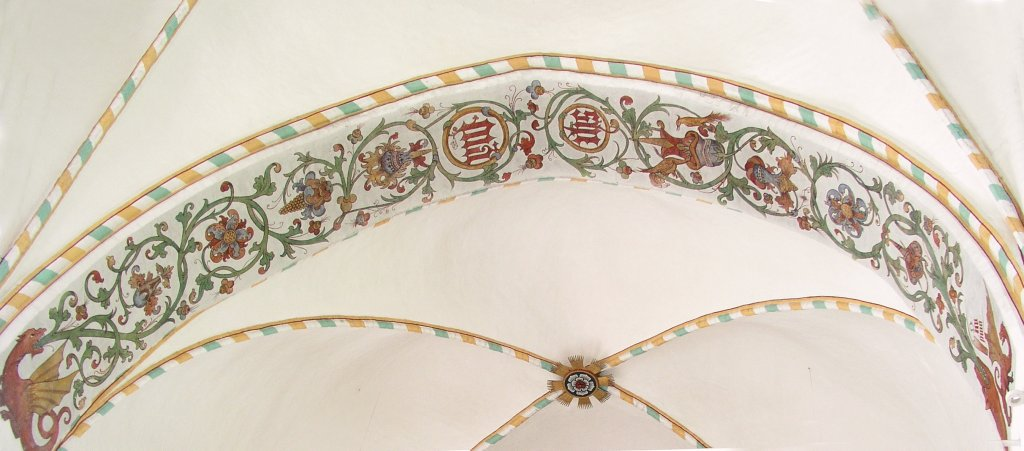
Rankenwerkmalerei im Gurtbogen (ursprünglich 1490, erneuert)

##### Ausmalung
Der Mittelschiffgurtbogen zwischen dem 1. und 2. Verlängerungsteil ist mit medaillonbildendem Rankenwerk bemalt. Die spätgotische Bemalung, ursprünglich aus der Zeit um 1490, wurde stark erneuert.

##### Augustinus-Altar
Im ersten südlichen Seitenraum befindet sich ein spätgotischer Schnitzaltar aus der Zeit um 1500. Er zeigt im Mittelschrein die Figur des heiligen Augustin, von Astwerk umrankt. Das Laubwerk der Schleierbretter und das gewundene Ornament im Schreinunterzug stammen ebenfalls aus der Zeit. Die Figur und die Zierteile wurden 1846 in ein neues Retabel eingearbeitet. Dabei wurden Skulptur und Schreinsrückwand neu bemalt. Die Bemalung der Flügel und der Predella erfolgte erst 1913.
Zuletzt wurde die Skulptur des Patrons der Regularkanoniker mit einem „S. Augustini bild“ in Verbindung, das nach Martin Coronäus in das Retabel des Trinitätsretabel eingearbeitet war.

##### Kirchenväter-Altar
Im ersten nördlichen Seitenraum steht ein spätgotischer dreiflügeliger Bildaltar mit den Kirchenvätern. Im Mittelfeld sind Augustinus und Ambrosius abgebildet, in den Flügeln Gregorius und Hieronymus. Alle vier Figuren sind vor Brokatvorhängen in Kirchenräumen dargestellt. Jedem ist ein Evangelistensymbol beigegeben. Die Außenflügel sind in Grisaille mit den Evangelisten Markus und Lukas bemalt. Der Altar stammt aus der Zeit um 1510 und zeigt niederländische Machart.

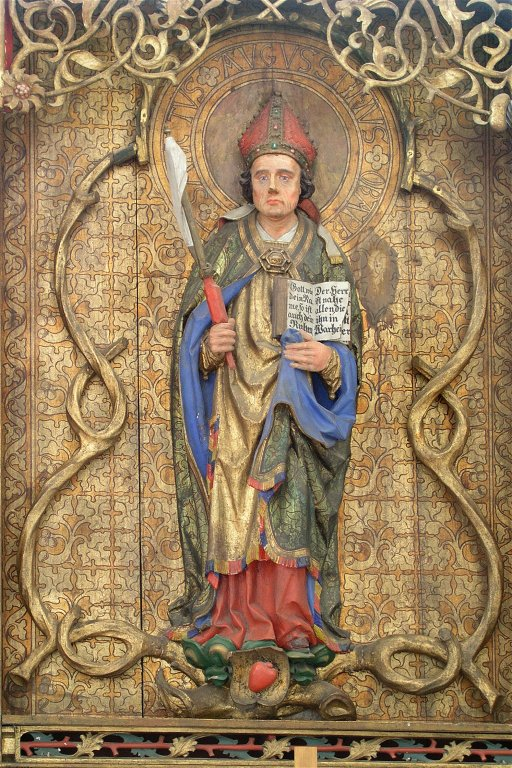
Augustinusaltar (um 1500)
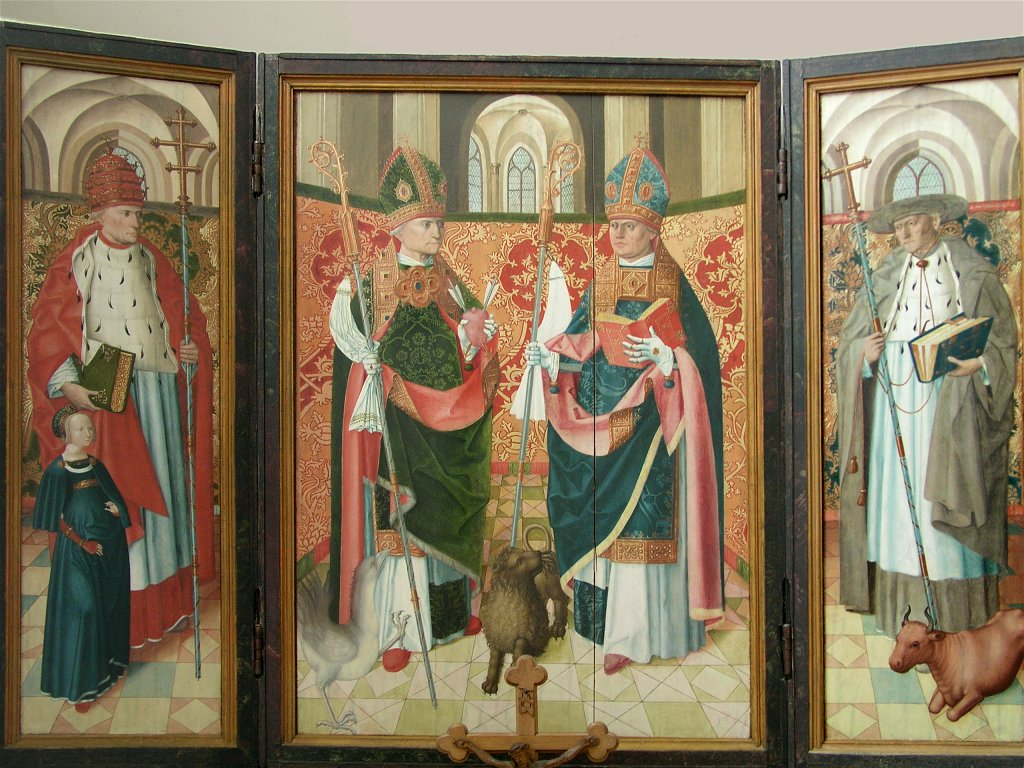
Kirchenväteraltar (um 1510)

#### Einrichtung einer herzoglichen Grablege

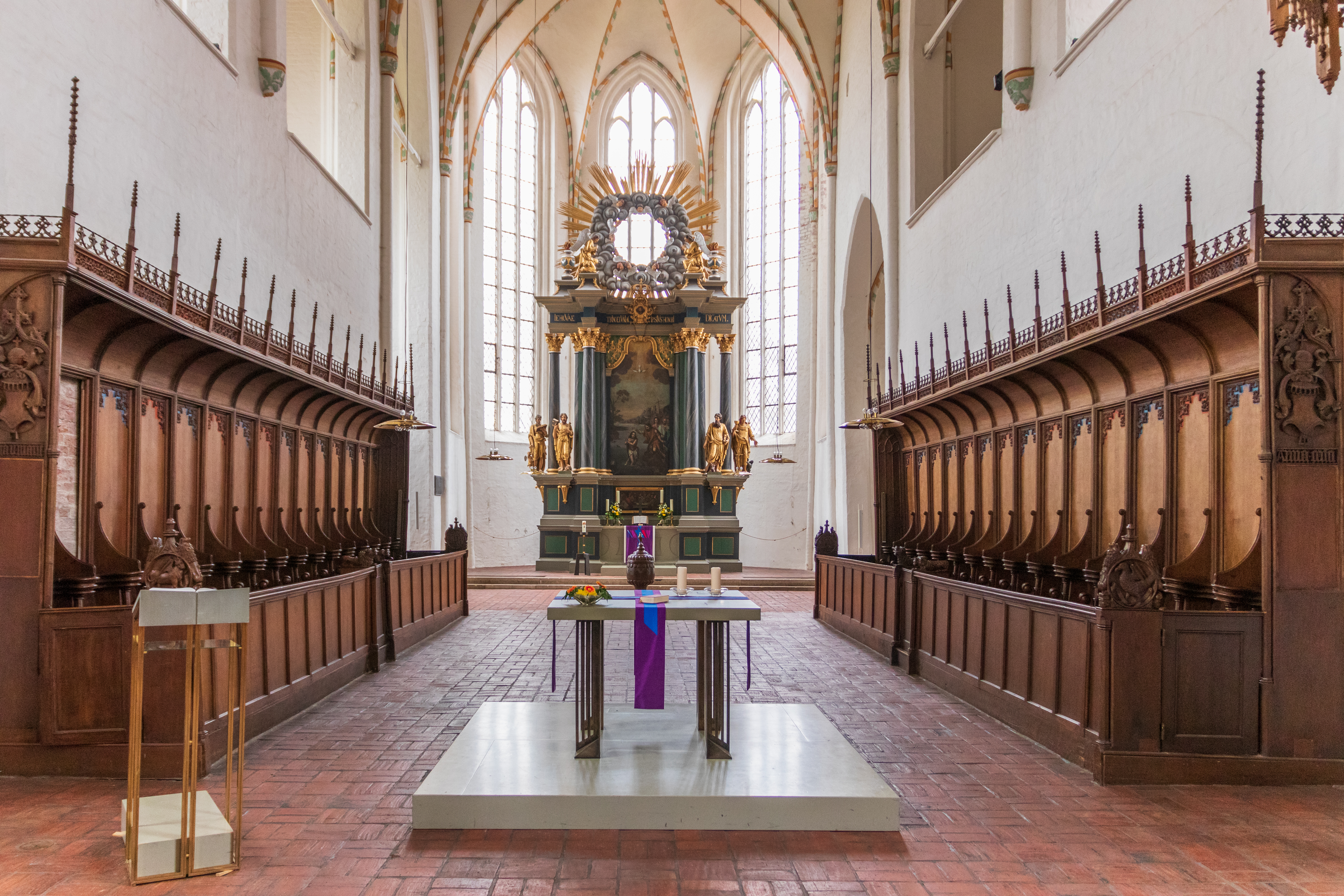
Chorgestühl (1509)

##### Chorgestühl
Das Chorgestühl von 1509 besteht aus 30 Klappsitzen. Die Rückwand ist in Felder aufgeteilt, darüber liegt ein Baldachin mit Maßwerkstirn.

##### Schlusssteinscheiben
Friedrich stiftete zwischen 1509 und 1520 sieben Scheiben aus Holz, von denen vier im Chorgewölbe ein figürliches Relief tragen und drei, die einst Wappen trugen, ornamentierte Strahlenkranz zeigen.

##### Grabmal der Herzogin Anna von Brandenburg († 1514)
Im Mittelgang zwischen dem ersten und dem zweiten Erweiterungsteil steht auf einem Sandsteinsockel die Bronzetumba mit den liegenden Figuren des Herzogpaares Anna von Brandenburg und Friedrich I. von Schleswig-Holstein-Gottorp. Es ist das bedeutendste spätgotische Grabmal im Land. Die Wandungen zeigen Reliefs der Wappen der beiden Toten, der Verkündigung und die Figuren der 12 Apostel. Vor den Ecken stehen als Freifiguren vier leuchtertragende Engel.
Der Sarkophag ist allerdings leer. Die Herzogin ist unterhalb des Kenotaphs im Grabgewölbe des Kirchenschiffs beigesetzt, der Herzog hat sein Grab im Schleswiger Dom.
Der Entwurf der beiden Liegefiguren stammt von Hans Brüggemann; wahrscheinlich der Gesamtentwurf, aber definitiv die Apostel- und Engelsfiguren können dem Meister des Hüttener Retabels zugeschrieben werden.

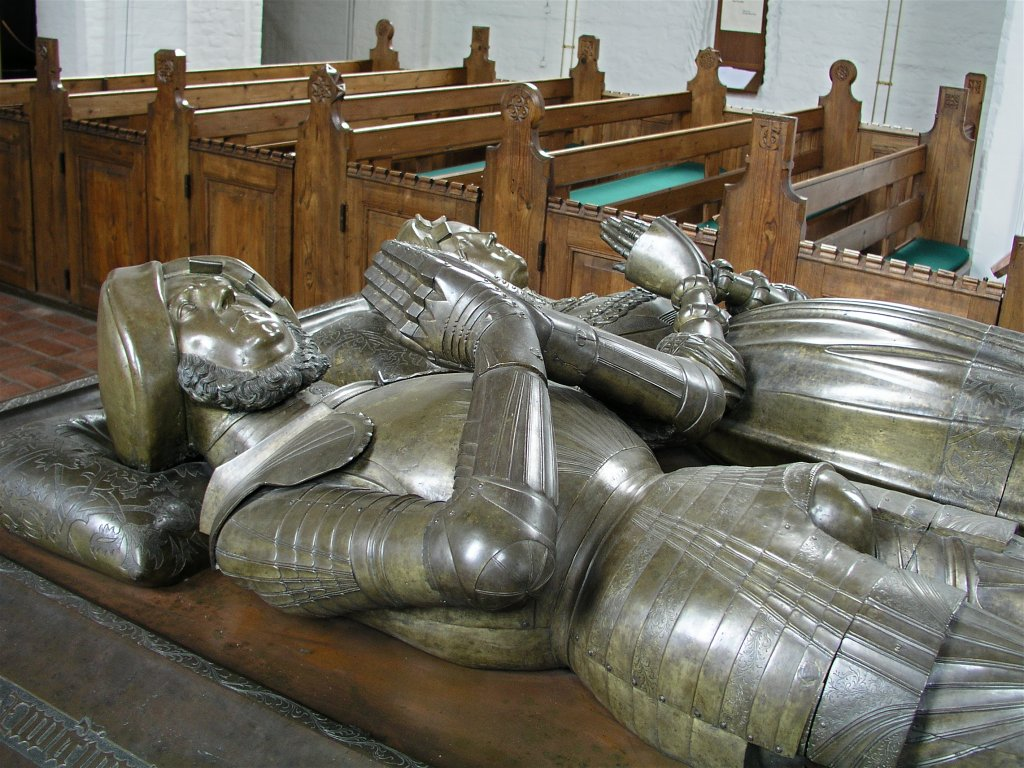
Das liegende Herzogpaar
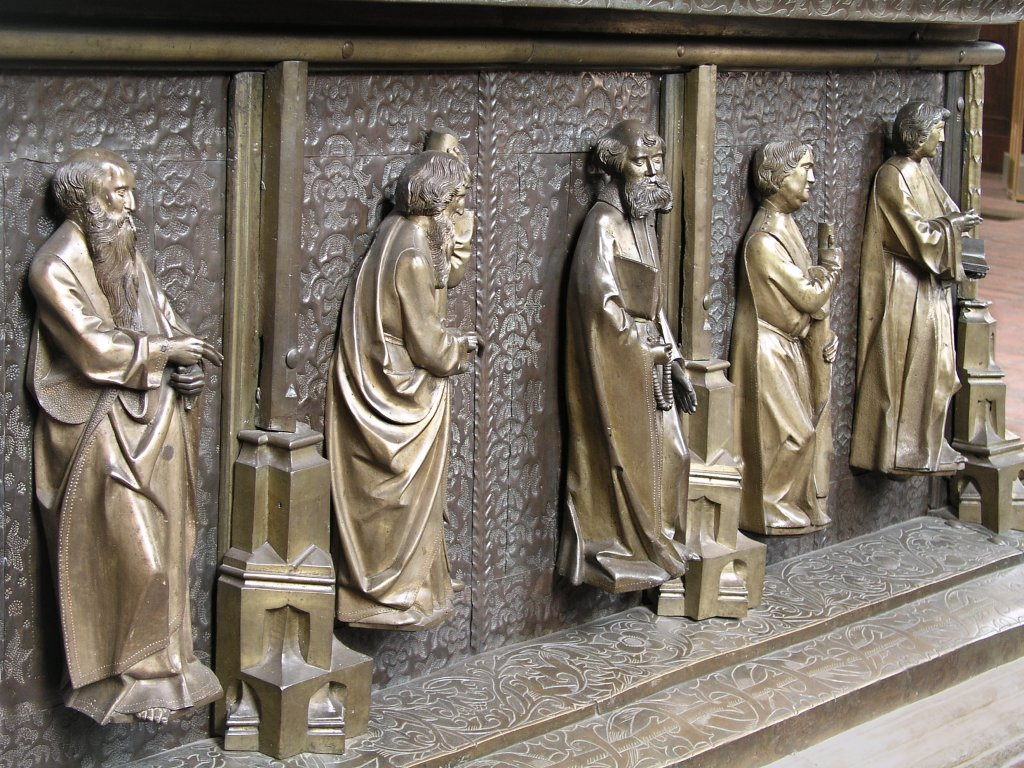
Apostelfiguren an der Längswandung

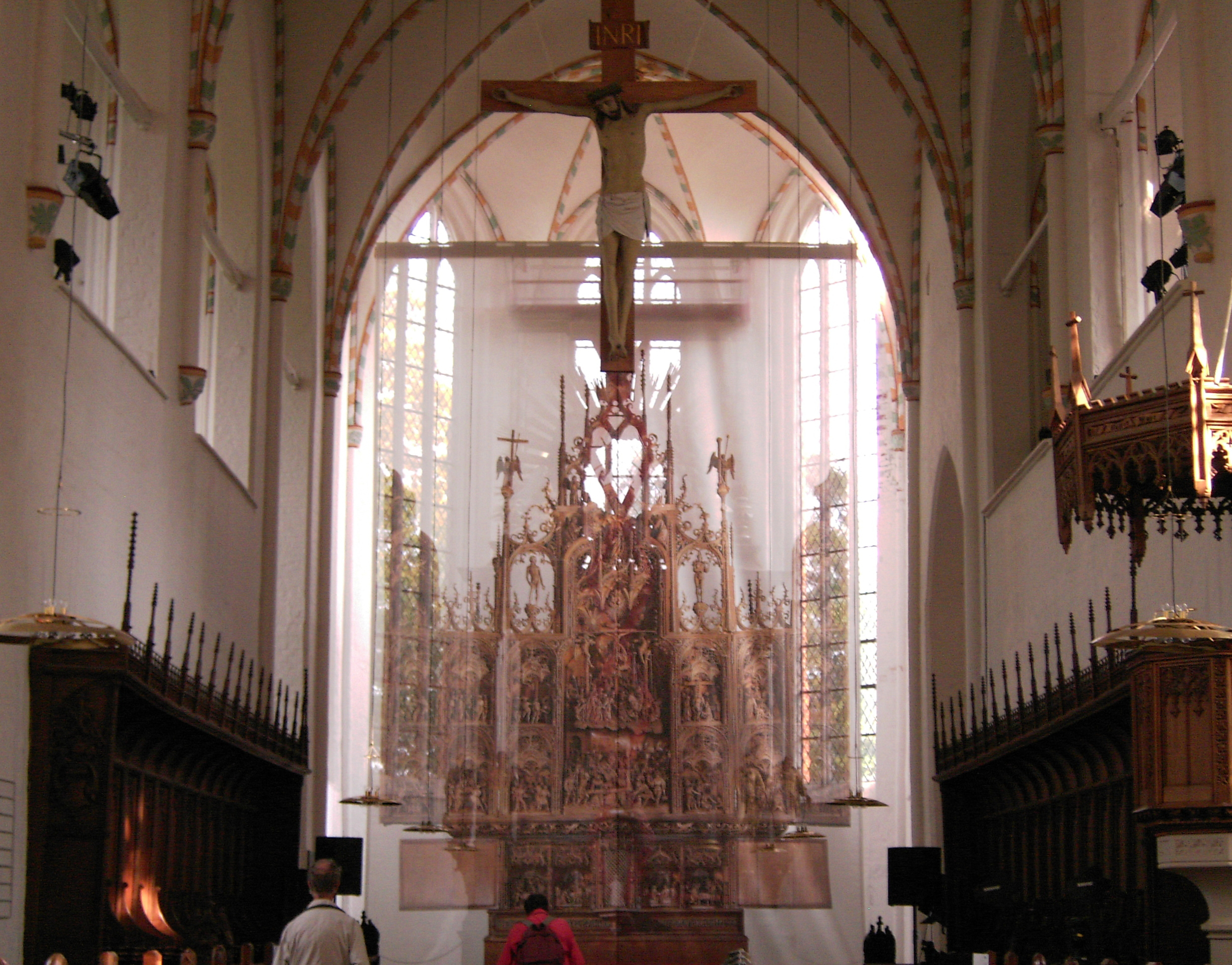
Fotoprojektion des Brüggemann-Altar an seinem ursprünglichen Standort

##### Hochaltarretabel des Hans Brüggemann
Herzog Friedrich stiftete der Klosterkirche nach dem Tod seiner Frau einen Schnitzaltar, den der Künstler Hans Brüggemann 1521 fertigstellte. 1666 wurde er von Bordesholm in den Schleswiger Dom überführt. Im Jahre 1672 überließ die St. Johanniskirche in Brügge ein ebenfalls der Brüggemann-Werkstatt zugeschriebenes Kreuzigungsretabel (um 1530) der Bordesholmer Kirche; dieses befindet sich heute im Landesmuseum für Kunst und Kulturgeschichte auf Schloss Gottorf (Inv. Nr. A.B. 28).

#### Neuzeitliche Einrichtung der Gemeindekirche Bordesholm

##### Altar
Der heutige Altar mit großem, spätbarockem Aufbau stammt von 1727. Im Sockelbild zeigt er das Abendmahl, im Hauptbild die Taufe Christi. Bekrönt ist er mit Wolken und Strahlenkranz. Der Altar wurde von Herzog Carl-Friedrich von Schleswig-Holstein-Gottorf gestiftet, als die Kirche nach jahrzehntelangem Leerstand eine neue Nutzung als Gemeindekirche erhielt.

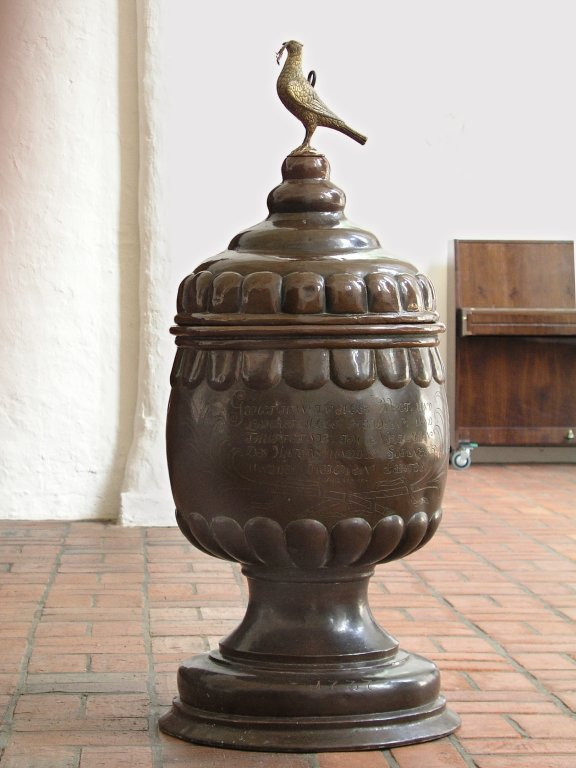
Taufbecken

##### Taufe und Bronzelöwen
Die pokalartige Taufe ist aus Kupfer getrieben und stammt von 1737. Der Deckel mit Buckelrand wird durch eine Taube bekrönt, dem Symbol der Heiligen Geistes.

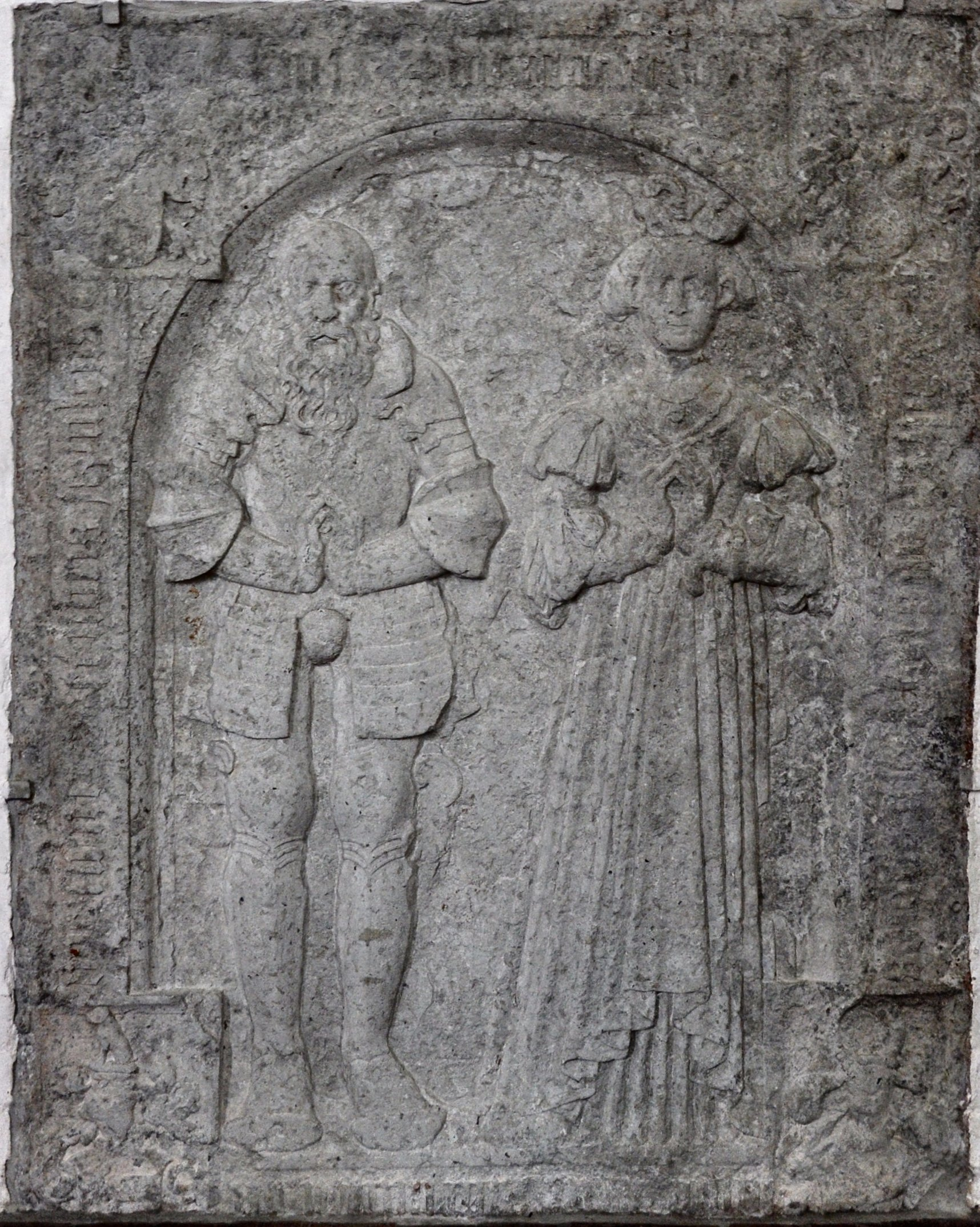
Grabplatte von Wolfgang Pogwisch († 1554) und seiner Frau Christina Munk

Später im 18. Jahrhundert wurden vier mittelalterlichen Bronzelöwen als Stützen für das Taufbecken benutzt. Sie hatten zuvor als Träger der heute noch in der Kirche befindlichen steinernen Grabplatte von Wolfgang Pogwischs und seiner Ehefrau Christina Munk gedient. Wolfgang (Wulf) Pogwisch, ein enger Vertrauter von Herzog und König Friedrich I., erhob auch nach der Reformation noch Anspruch auf das 200 Jahre zuvor von seinem Vorfahren gegründete Stift. Er wurde 1554 als letzter seiner Familie in der Bordesholmer Kirche beigesetzt. Die Löwen wurden aber vermutlich früher angefertigt. Sie tragen in den Tatzen die Wappen der Familien Pogwisch, Munk, Ahlefeld und Rosenkranz nach den Eltern von Wulf Pogwisch und seiner Ehefrau. Die Bronzelöwen wurden in 1864 im Zuge einer Klosterkirchenrestaurierung an Hamburger Händler verkauft und galten seitdem als verschollen. 2015 tauchten sie wieder auf und wurden identifiziert. Die mittelalterlichen Kunstwerke befinden sich im Rijksmuseum Amsterdam und der Eremitage in Sankt Petersburg. In Bordesholm soll eine Replik aufgestellt werden.

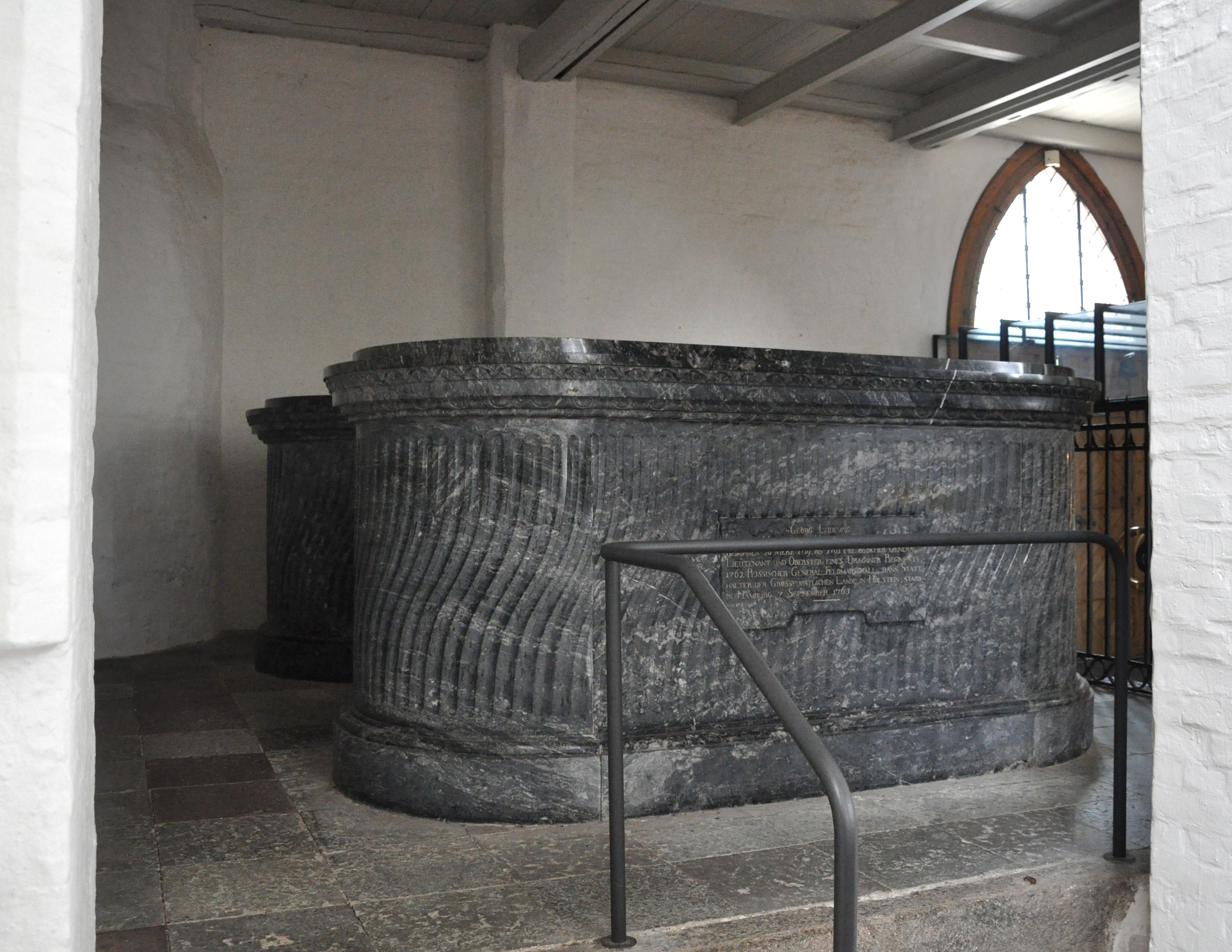
Grabstätten von Georg Ludwig von Schleswig-Holstein-Gottorf und seiner Gemahlin Sofie Charlotte

##### Gräber von Georg Ludwig und Sofie Charlotte von Schleswig-Holstein-Gottorf
In den zwei brusthohen Gräbern sind Generalleutnant Georg Ludwig von Schleswig-Holstein-Gottorf († 1763) und seine Frau Sofie Charlotte aus dem Hause Schleswig-Holstein-Sonderburg-Beck begraben.

Die steinernen Grabstätten sind rechts des Haupteingangs, in der südwestlichen Ecke der Kirche, unterhalb der Orgelempore erhöht aufgestellt. Je zwei Schilder bezeichnen die Verstorbenen und ihre Leben.

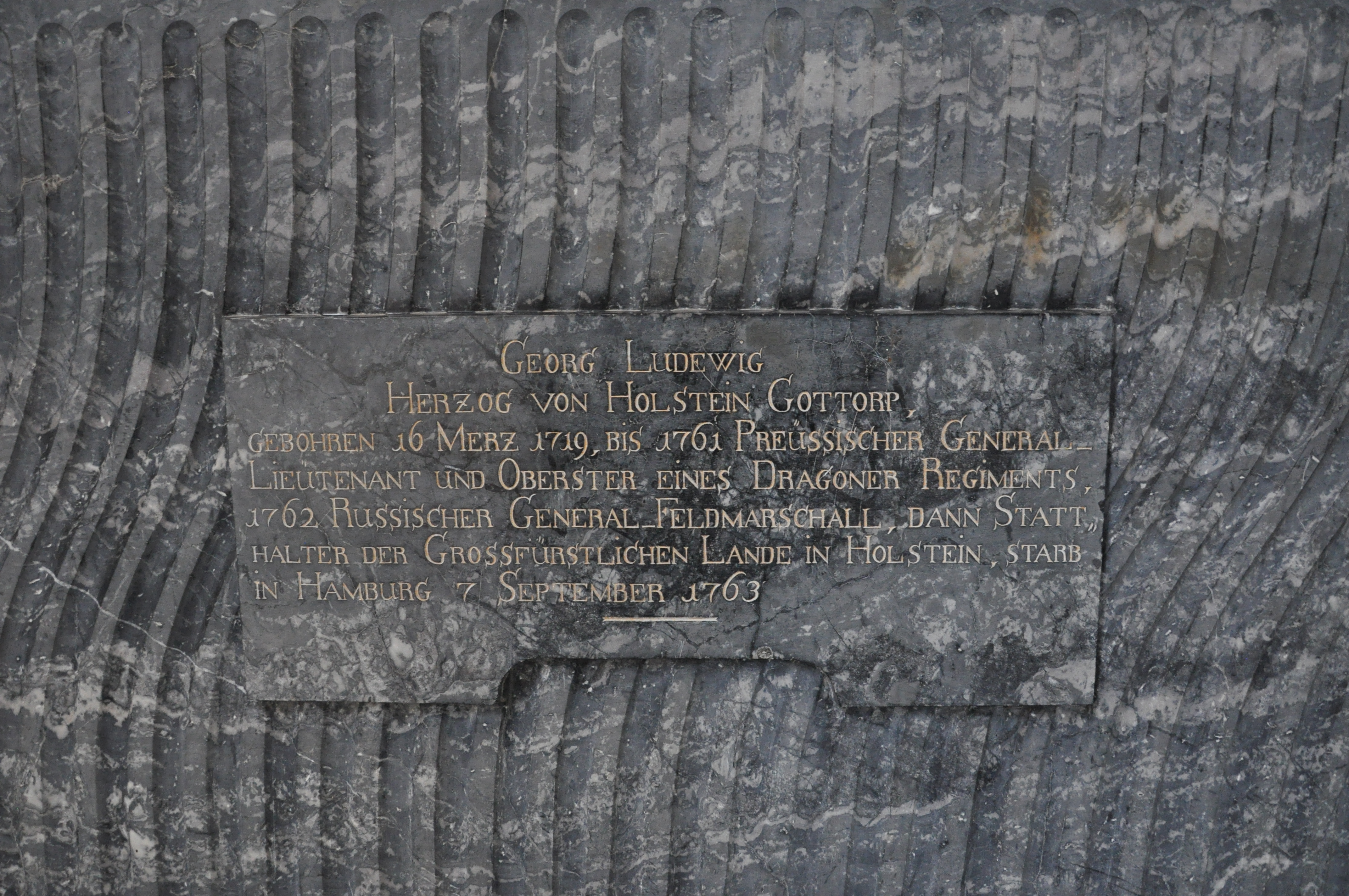
Tafel mit Lebensdaten von Georg Ludwig von Schleswig-Holstein-Gottorf
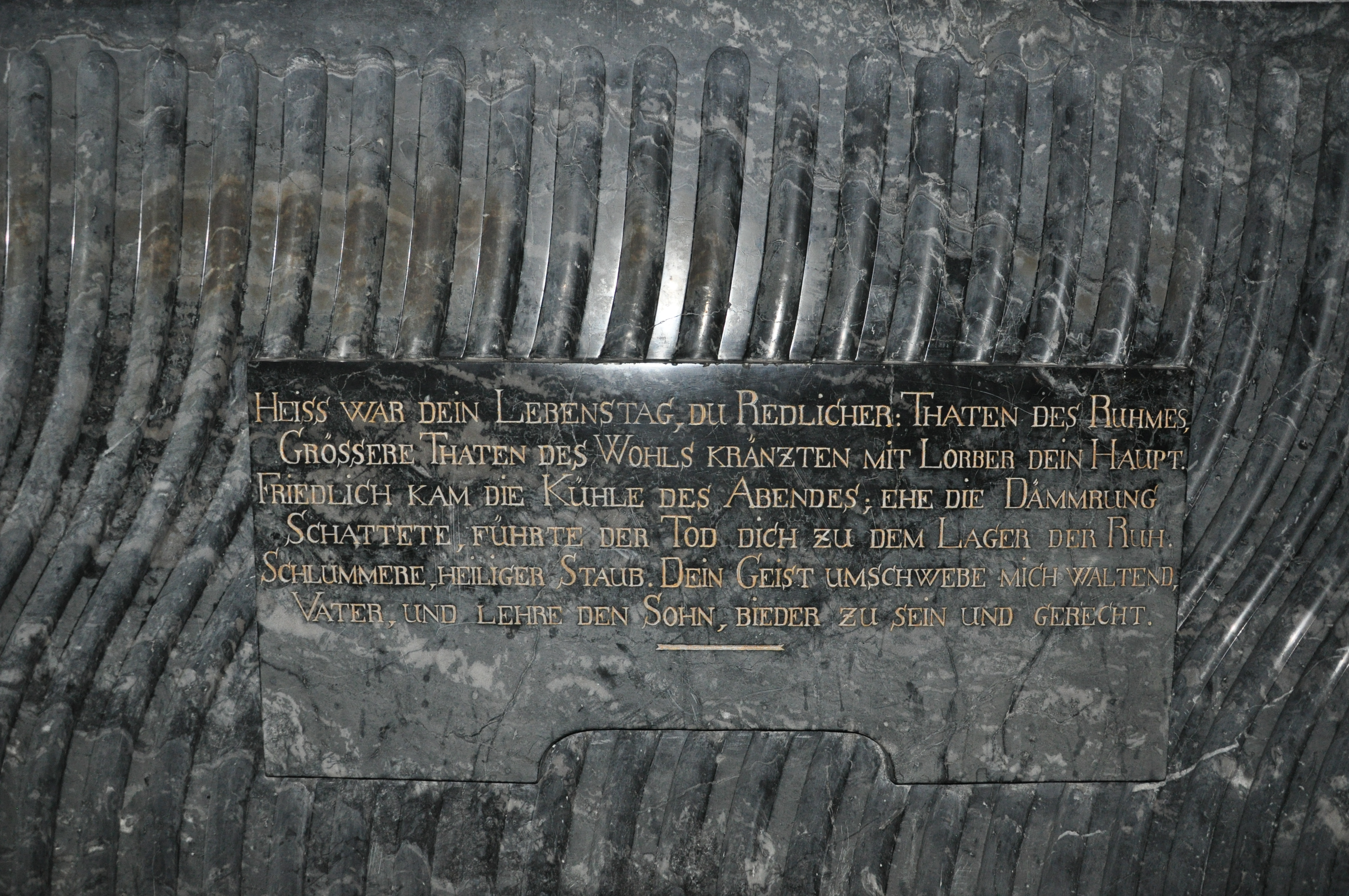
Würdigung des Verstorbenen
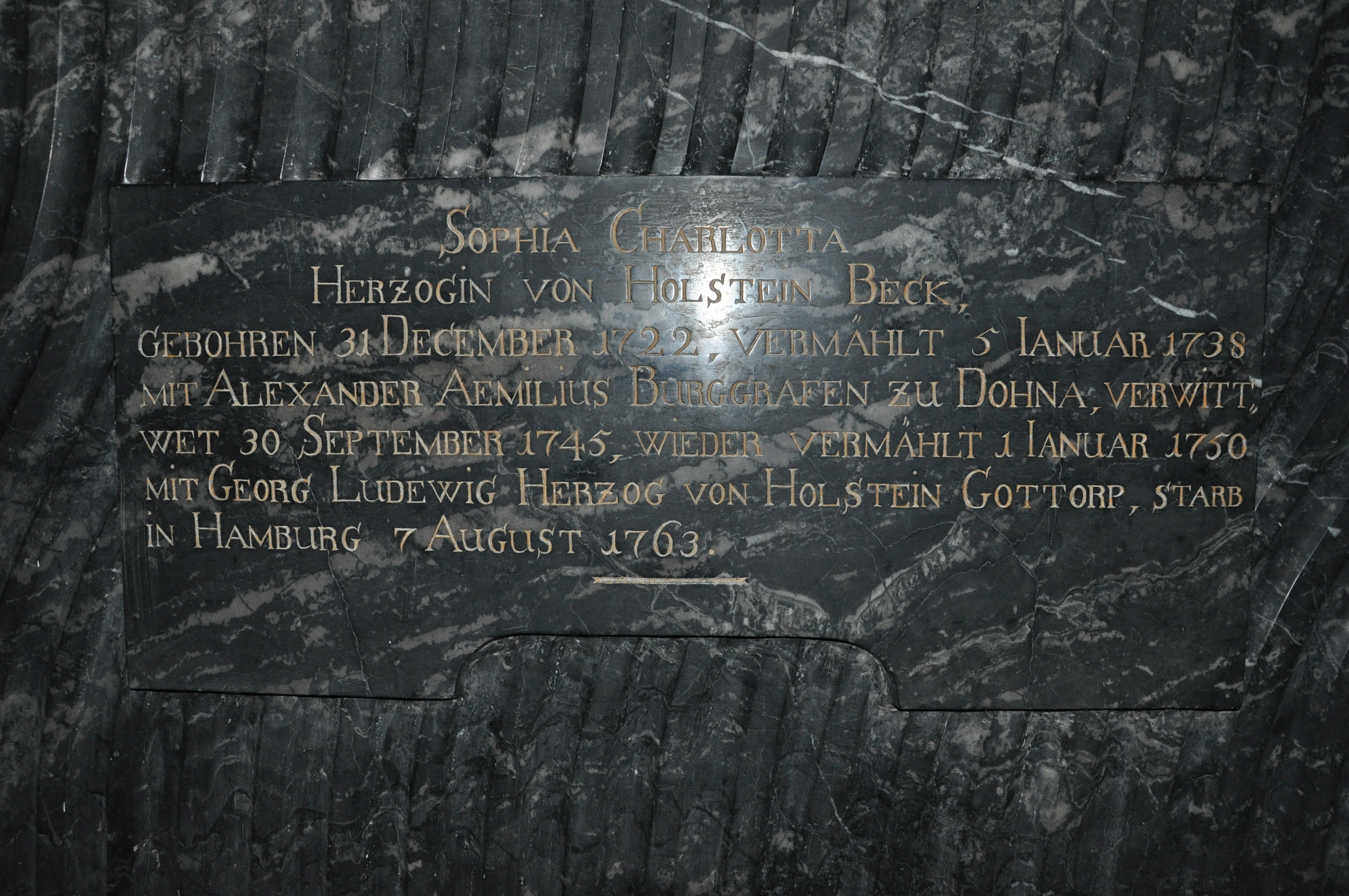
Tafel mit Lebensdaten von Sofie Charlotte von Schleswig-Holstein-Sonderburg-Beck
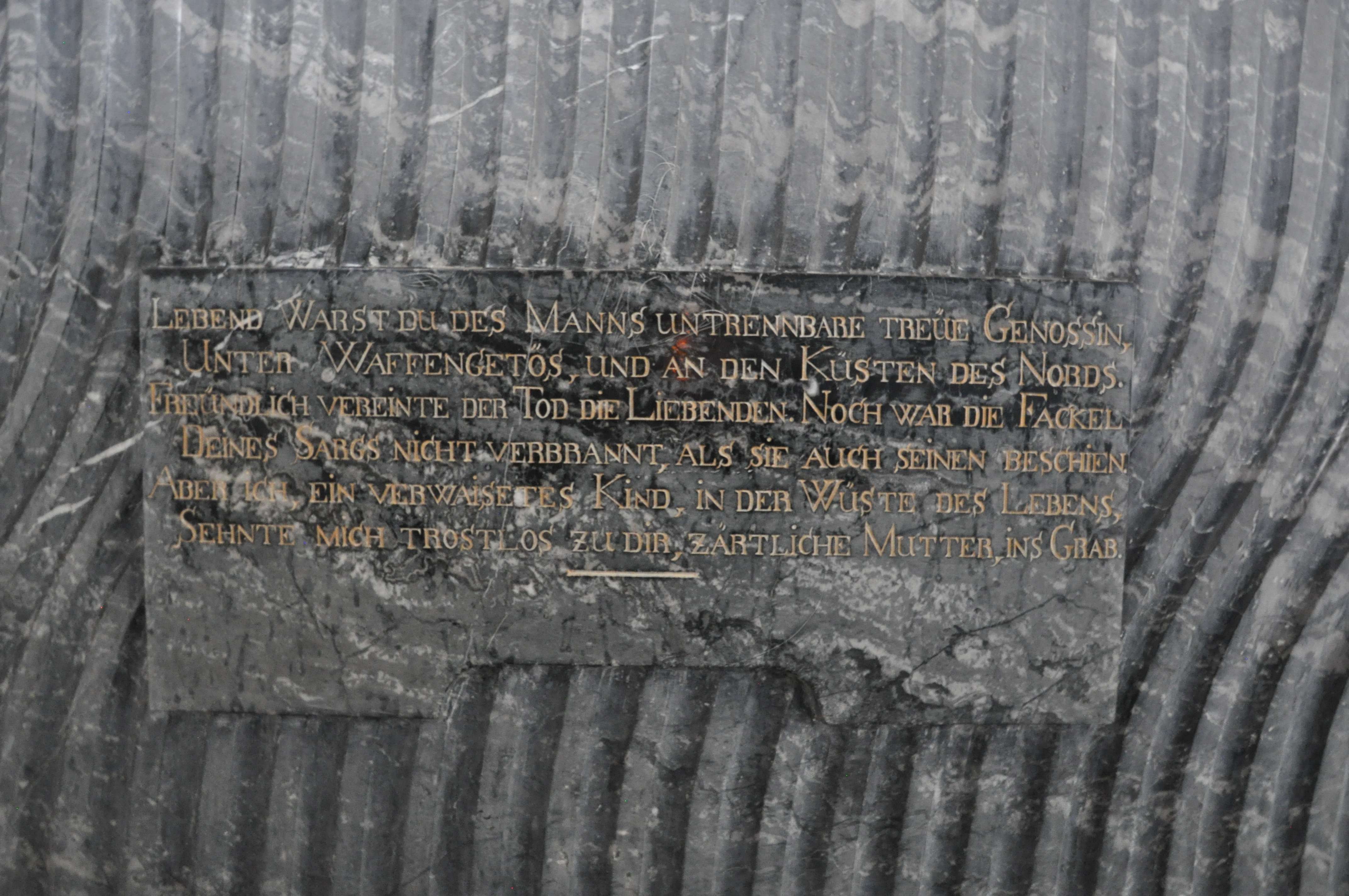
Würdigung der Verstorbenen

##### Kanzel
Die neugotische Kanzel wurde zusammen mit dem fest eingebauten Kirchengestühl im Zuge der umfangreichen Renovierung 1860/61 hergestellt und im Süden des Kirchenschiffs eingebaut.

### Orgel

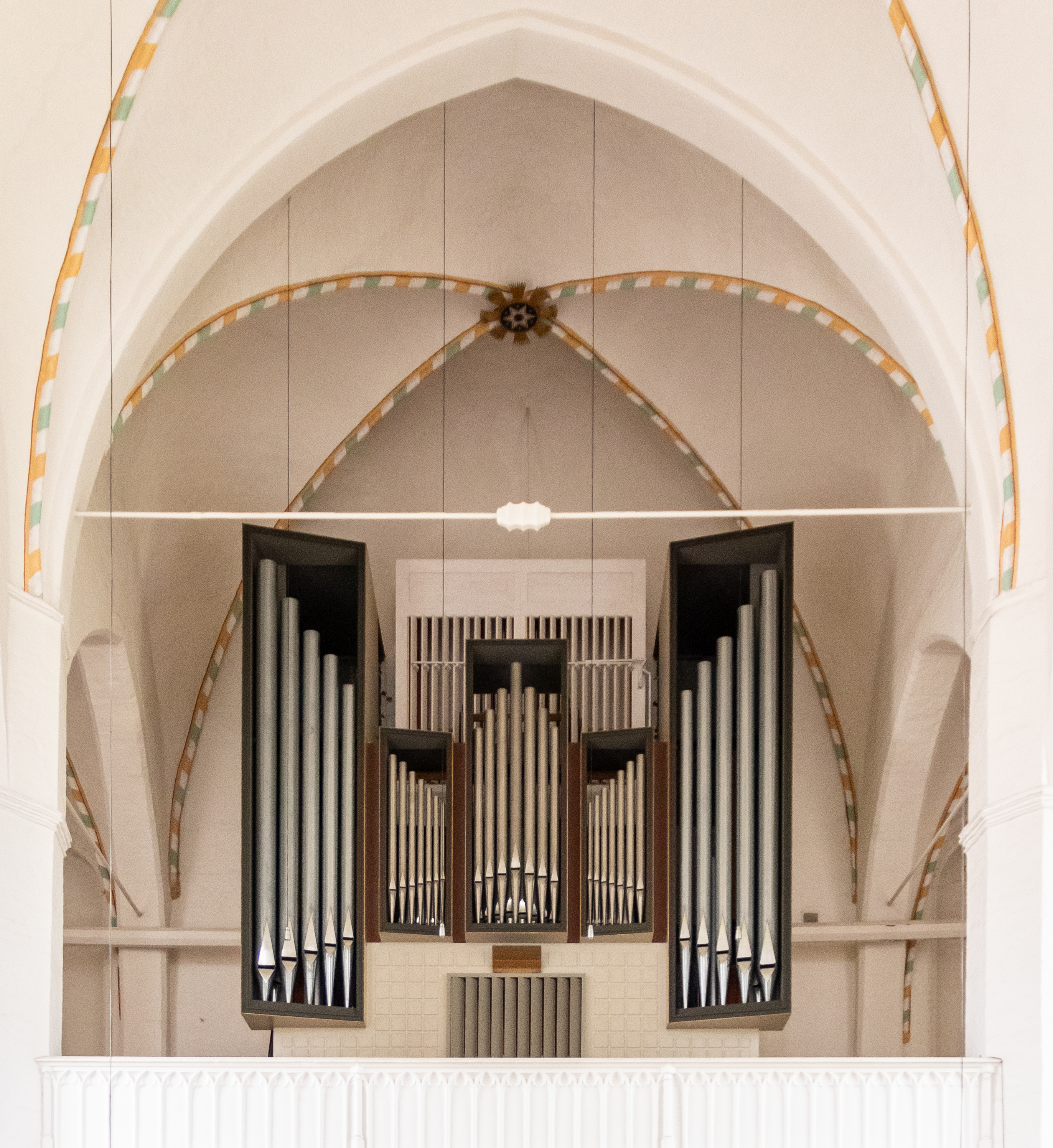
Orgelprospekt

Die Orgel wurde 1969 von dem Orgelbauer Paschen erbaut und 2008 um ein Schwellwerk erweitert.
| I Hauptwerk C–g3 |       |
| Prinzipal        | 8′    |
| Spitzflöte       | 8′    |
| Oktave           | 4′    |
| Koppelflöte      | 4′    |
| Nassat           | 2 ⁄3′ |
| Oktave           | 2′    |
| Blockflöte       | 2′    |
| Mixtur V         |       |
| Cymbal III       |       |
| Dulzian          | 16′   |
| Trompete         | 8′    |

| II Schwellwerk C–g3 |        |
| Holzflöte           | 8′     |
| Salicional          | 8′     |
| Schwebung           | 8′     |
| Traversflöte        | 4′     |
| Quinte              | 2 ⁄3′  |
| Oktave              | 2′     |
| Terz                | 1 3⁄5′ |
| Cornettino III      |        |
| Oboe                | 8′     |
| Vox Humana          | 8′     |
| Tremulant           |        |

| III Brust-Schwellwerk C–g3 |    |
| Gedackt                    | 8′ |
| Prinzipal                  | 4′ |
| Rohrflöte                  | 4′ |
| Oktave                     | 2′ |
| Oktave                     | 1′ |
| Sesquialtera II            |    |
| Scharff IV–VI              |    |
| Krummhorn                  | 8′ |
| Tremulant                  |    |

| Pedalwerk C–f1 |     |
| Prinzipal      | 16′ |
| Subbass        | 16′ |
| Oktave         | 8′  |
| Gedackt        | 8′  |
| Oktave         | 4′  |
| Nachthorn      | 2′  |
| Hintersatz IV  |     |
| Posaune        | 16′ |
| Trompete       | 8′  |

- Koppeln: II/I, II/II (Suboktavkoppel), III/I, IIII/II, I/P, II/P, III/P

### Muhlius-Kapelle
Die Muhlius-Kapelle liegt in der westlichen Hälfte des nördlichen Seitenschiffes. Dieser Gebäudeteil gehört zum ältesten Bauabschnitt der Kirche (ca. 1327 bis 1460). Das Kreuzrippengewölbe war bereits in vorreformatorischen Zeit eingerichtet. Die Rechte als Erbbegräbnisstätte erwarb Heinrich Muhlius (1666–1733) schon zu Lebzeiten. Heute steht in der Kapelle nur noch der Sarkophag des Sohnes Friedrich Gabriel Muhlius.

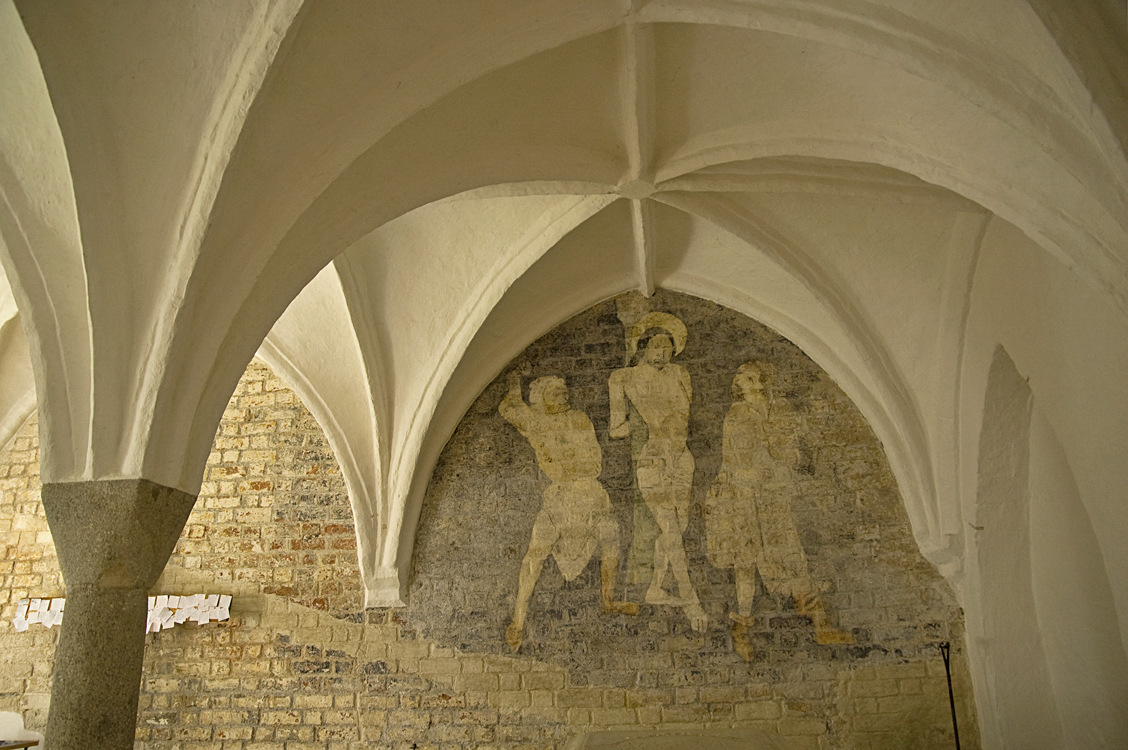
Gewölbe der Sakristei und Geißelung Christi (um 1500)

### Russische Kapelle (ehem. Sakristei)

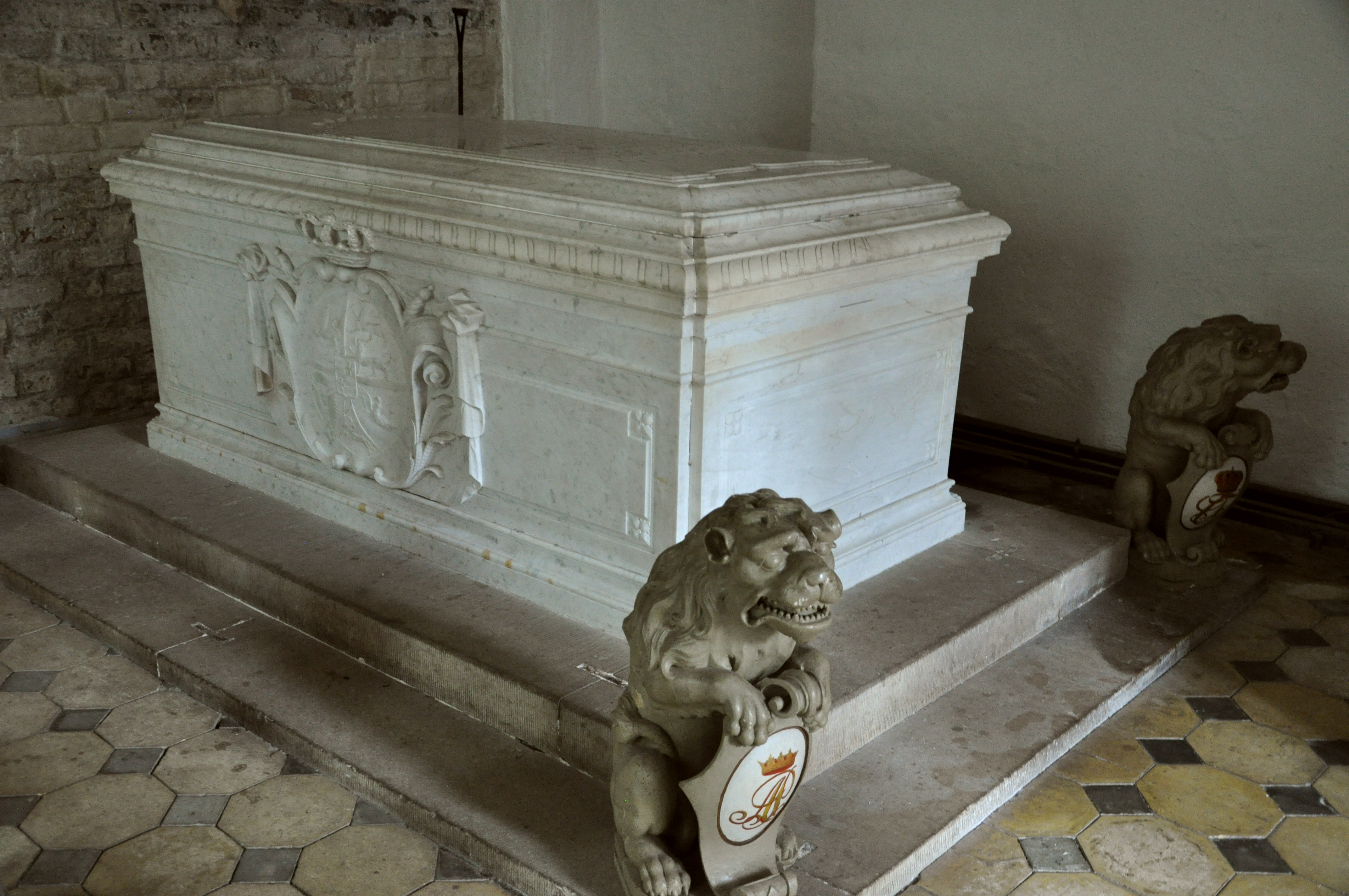
Herzog Carl Friedrichs Sarkophag in der Klosterkirche

Die ehemalige Sakristei gehört zu den wenigen erhaltenen oberirdischen Bauresten der Konventsbauten. Ihre Funktion als Sakristei ist durch ein Inventar des späten 16. Jahrhunderts belegt. Die Sakristei war durch einen Zugang aus dem südlichen Chor der Kirche und durch einen spitzbogigen Durchgang vom Kreuzgang aus erreichbar. Die Gewölbe stammen aus der Zeit um 1500. Auch die 1999 bei Sanierungsarbeiten entdeckte Wandmalerei, die die Geißelung Christi zeigt, stammt etwa aus dieser Zeit.
Der Raum wurde zwischenzeitlich auch als Gerbkammer bezeichnet.
Der Grundriss der Anlage von 1730 verzeichnet keinen Zugang vom Kreuzgang. Spätestens zu diesem Zeitpunkt wurde das Portal zugemauert. Kurz darauf wurde die Sakristei zur Grabkapelle des 1739 verstorbenen Herzogs Carl Friedrich umfunktioniert. Der Herzog war mit Anna Petrowna, der Tochter Peter des Großen, verheiratet und Vater des späteren Zaren Peter III., woher sich der heutige Name der Kapelle ableitet.

## Saldern-Gruft
1768 erwarb der Diplomat Caspar von Saldern einen Teil des später abgebrochenen Kreuzgangs im Süden der Klosterkirche und ließ dort eine zweigeschossige Grabkapelle für seine Familie errichten. 1861 wurde die Kapelle vermauert und erst 2011 wieder eröffnet und renoviert. In der Gruft befinden sich heute noch die steinernen Sarkophage von Saldern, seiner Mutter Anna Maria Saldern, geb. Kamphövener (1691–1775), seiner bereits 1742 verstorbenen Ehefrau Catharina Lucia Thieden und der 1774 verstorbenen Tochter Anna Maria. Die in hölzernen Särge auf einem Eisengestell darüber später Bestatteten wurden auf den Friedhof nördlich der Klosterkirche umgebettet.

## Bibliothek
Das Chorherrenstift verfügte über eine umfangreiche Bibliothek, die 1488 schon 529 Bände umfasste, wie das von Johannes Reborch und Johannes Meyer erstellte Registrum librorum cathenatorum (Kiel, Universitätsbibliothek, Cod. ms. Bord. 1a) zeigt. Gekauft und angefertigt wurden primär theologische, patristische, homiletische und juristische Texte, aber auch profane Literaturen waren Bestandteil der Bibliothek der Augustiner-Chorherren. Gerade seit dem 15. Jahrhundert brachten die Konventualen Manuskripte in die Bibliotheksbestände, die sie während ihrer Studienzeiten erworben oder angefertigt hatten.
Die in Bordesholm hergestellten Handschriften weisen fast keinen Buchschmuck auf, worin sie vielen Manuskripten der Augustiner-Chorherren ähneln, die primär auf die Texte selbst bedacht gewesen zu sein scheinen.
Zur Auflösung des Stiftes 1566 war der Bordesholmer Bücherbestand auf über 650 Handschriften und Drucke angewachsen. Nach Aufhebung des Konvents dienten sie der Lateinschule und wurde 1665 bei Gründung der Christian-Albrechts-Universität als Grundbestand in die Universitätsbibliothek Kiel übernommen. In Kiel sind heute 139 Handschriften und 163 Druckschriftenbände erhalten. „Hierbei handelt es sich nicht nur um den wichtigsten mittelalterlichen Handschriftenbestand in Schleswig-Holstein, sondern auch um einen überregional im Hinblick auf Umfang und Geschlossenheit seltenen Überrest einer vorreformatorischen Klosterbibliothek“.
Der Bibliotheksraum in Bordesholm lag neben Kapitelsaal und Sakristei im Ostflügel des südlich an die Klosterkirche angrenzenden Kreuzgangs, wobei Gestalt und genaue Lage gegenwärtig unbekannt sind.

## Prioren
Gelistet sind die Prioren des Konvents, soweit sie archivalisch greifbar sind:
- Eckehard (1334–1336)
- Dietrich (1347)
- Heinrich Manegold (1348–1352)
- Henrich (1361)
- Johann (um 1366)
- Johann (1372)
- Johann Lumann (1375–1379)
- Peter (1386–1389)
- Heinrich Schwarzkopf (1408–1411)
- Hermann Schlicker (1416–1441)
- Nikolaus Thome (1448–1453)
- Heinrich (1460)
- Michael (1463)
- Gregor (1475–1479)
- Johannes Meyer (1488–1490)

Subprioren nach Aufnahme in die Windesheimer Kongregation:
- Thomas Heyster (1490–1516)
- Bernhard (1528)
- Johannes Beckenmacher (1562)

## Pröpste
Gelistet sind die Pröpste des 15. Jahrhunderts bis zur Aufnahme in das Windesheimer Kapitel, soweit sie archivalisch belegt sind:
- Eckhard (1403)
- Johann Eckhard (1408–1416)
- Joachim (1419–1428)
- Jakob (1429)
- Marquard Brand (1433–1437)
- Joachim (1439)
- Jakob Smyd, genannt Speckhals (1448–1462)
- Martin Kale (1462–1482)
- Burckhard Lüning (vor 1486)
- Johannes Reborch (1486–1490)
- Andreas Laer (1490–1501)

## Kirchengemeinde
Zur Evangelisch-Lutherischen Kirchengemeinde in Bordesholm gehört neben der Klosterkirche auch noch die Christuskirche im Ortszentrum.

## Pastoren
- Eduard Völkel: 1934–1948